# PowNed
PowNed est une association publique néerlandaise de production et de radiodiffusion audiovisuelle fondée le 7 janvier 2009, opérant sous l'égide de la Nederlandse Publieke Omroep (NPO). 
L'association est notamment connue pour ses émissions satiriques et provocatrices dont notamment PowNews dans laquelle des politiciens et autres personnalités publiques et non publiques sont interviewées et confrontées à des questions provocantes et souvent ridiculisées. 

## Histoire

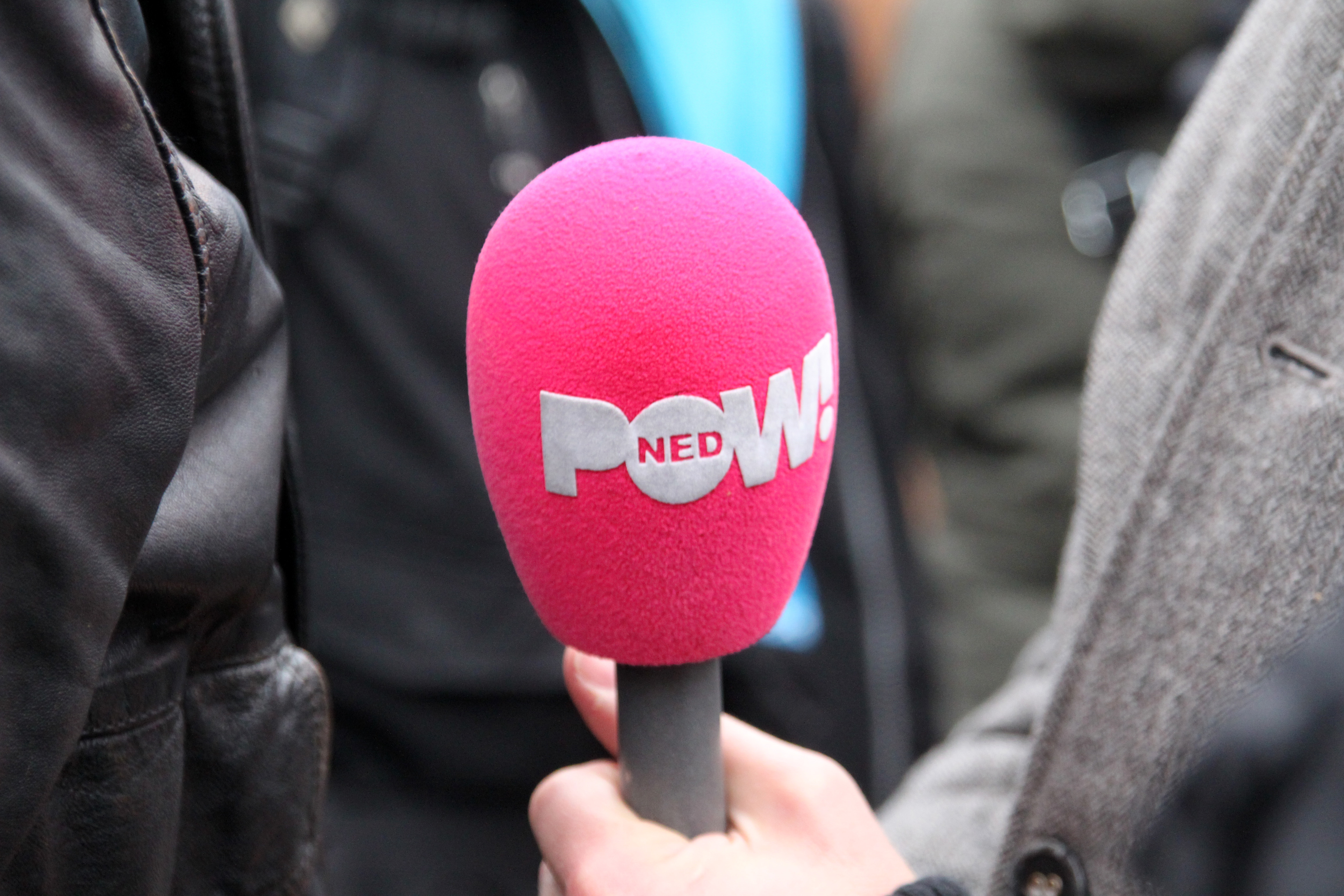
Un microphone utilisé par PowNed.

PowNed a été fondé le 23 décembre 2008 par les propriétaires des sites internet GeenStijl (en) et News Media. PowNed a officiellement été créé par acte authentique le 7 janvier 2009. Le même jour, les parties intéressées pouvaient s'inscrire comme membres de l'association de radiodiffusion. PowNed devait atteindre au moins 50 000 membres au 1er avril 2009, une condition nécessaire pour pouvoir rejoindre le système public de radiodiffusion néerlandais en tant que membre potentiel.
En mars 2009, l'organisation a obtenu les 50 000 membres requis pour entrer dans le système public audiovisuel, ce qui s'est produit le 4 novembre 2009. PowNed est lancée en diffusant sa première émission le 3 septembre 2010,.

## Controverse
En 2024, PowNed publie des vidéos sur son site web et sa chaîne YouTube, sous le titre « Screaming girls become sluts for Taylor Swift » (« Les filles qui hurlent deviennent des salopes pour Taylor Swift » - sic) dans lesquelles un journaliste ment à des jeunes femmes en leur promettant une rencontre avec Taylor Swift si elles font quelque chose de « fou » comme embrasser un inconnu ou exhiber leur poitrine. La diffusion de ces vidéos, dans lesquelles les jeunes femmes sont clairement identifiables, provoque une vague de critiques.
Le Médiateur de la Fondation néerlandaise de radiodiffusion de service public publie alors une déclaration selon laquelle ces vidéos sont « un acte de tromperie », ce qui constitue une violation du Code de déontologie journalistique. Il indique également que les vidéos témoignent d'un « manque de respect pour les femmes en général et pour celles qui figurent dans cette vidéo en particulier ».
Le radiodiffuseur finit pas publier des excuses.

## Nom
Le nom de PowNed a été formé à partir du terme d'argot informatique « pwned » et de l'abréviation de « Nederland » (Pays-Bas). Un rétronyme a également été créé « Publieke Omroep Weldenkend Nederland En Dergelijke » (« Radiodiffuseur public des Pays-Bas bien pensants et autres ».

## Identité visuelle

Logo de PowNed de 2009 à 2019
Logo de PowNed depuis 2019

## Programmes

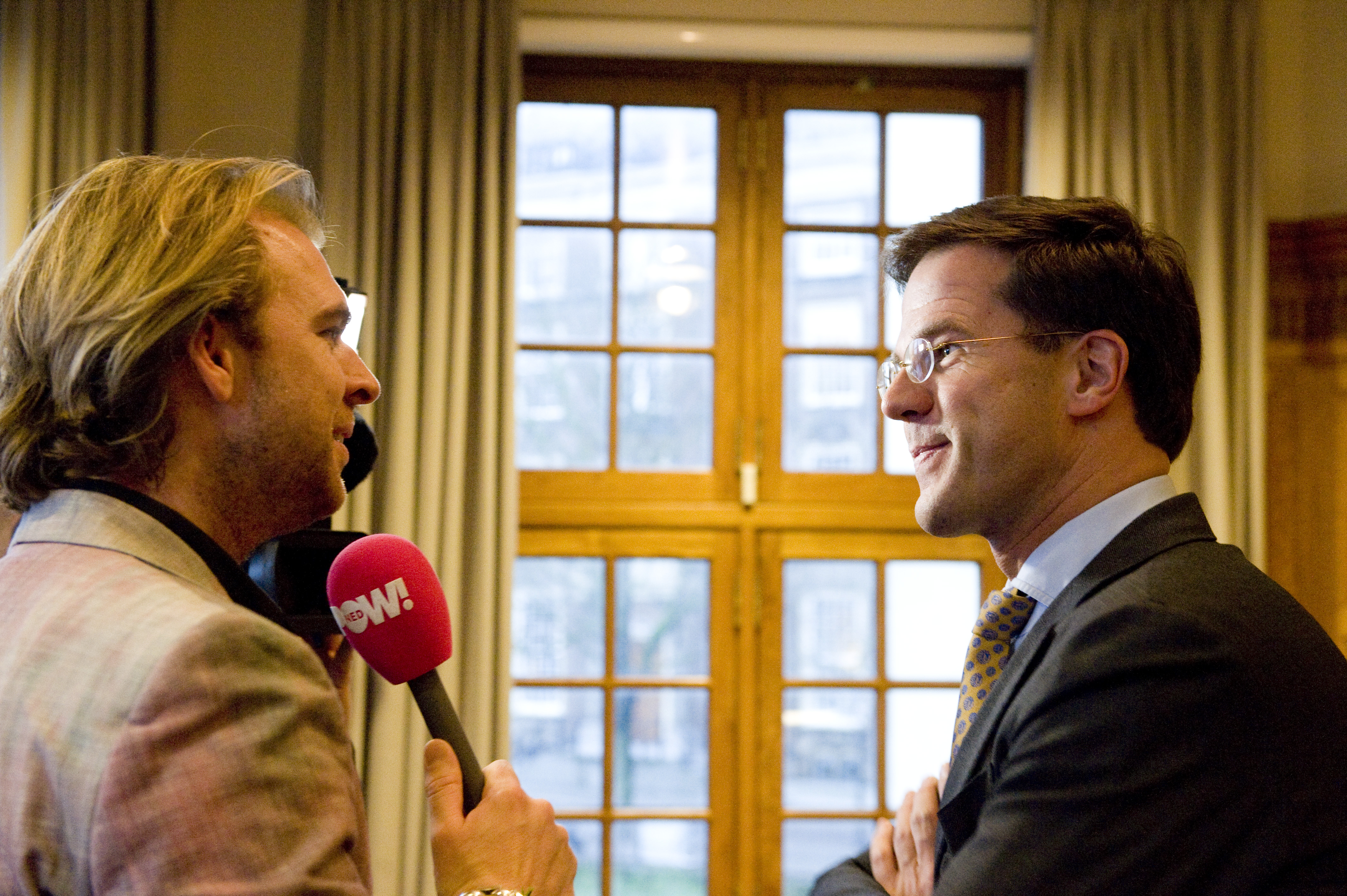
Présentateur Rutger Castricum de PowNed interviewant le premier ministre néerlandais Mark Rutte au Torentje en 2011.

### Télévision
- De gevaarlijkste wegen van de wereld (NPO 3, 2020-présent)
- De Hofbar (NPO 2, 2018-présent)
- De Hofkar (NPO 2, 2019-présent)
- PowNews (en) (Nederland 3, 2010-2015)
- PowNews Flits (NPO 3, 2017)
- Heilig Gras
- House Ibiza : Rutger Castricum (nl) et Dominique Weesie (nl) interviewent à Ibiza des invités, dont Ronald Plasterk, Fajah Lourens et Michael Boogerd.

### Radio
- De diepte in door de bril van Joost Eerdmans (NPO Radio 1, 2018-présent)
- Goed Ingelichte Kring (NPO Radio 1, 2020-présent)
- RickvanV doet 2 (NPO Radio 2, 2018-présent)
- Zwarte Prietpraat (NPO Radio 1, 2016-présent)